# Réserve des primates de Tana River
La réserve nationale de primates de la rivière Tana est une ancienne réserve nationale de faune dans le sud-est du Kenya de près de 170 km2. Elle a existé de 1976 à 2007.

## Géographie
La majeure partie de la zone était constituée de savane semi-aride, mais une petite partie, d'environ 13 kilomètres carrés (13 000 000 m2), était constitué de petites parcelles de forêt riveraine,.

## Histoire
Le gouvernement du Kenya a mis de côté la terre en 1976 afin de protéger les forêts marécageuses de la rivière Lower Tana et deux primates en voie de disparition, le mangabey de la rivière Tana et le colobe rouge de la rivière Tana, qui s'y trouvent. Les primates en voie de disparition habitent seize parcelles de forêt (allant de 0,1 à 6,25 km2) qui s'étendent sur 60 km le long des méandres de la rivière Tana inférieure, entre Nkanjonja et Mitapani.
Malgré un projet de 6,7 millions de dollars du Fonds pour l'environnement mondial de la Banque mondiale (1996 à 2001), les mesures de conservation pour les deux primates ont été largement inefficaces.
En 2005, plus de 250 familles d'agriculteurs ont été relocalisées 90 km de la communauté côtière de Kipini.

### Déprotection
En 2007, la Haute Cour du Kenya a statué que la réserve n'avait pas été correctement établie conformément à la loi kenyane. En conséquence, la réserve a été déclassée et supprimée, supprimant toute protection officielle de la zone ainsi que son statut et son financement de réserve nationale,.

## Habitat
Les parcelles de forêts fluviales luxuriantes sont des restes de forêts d'Afrique de l'Ouest. La rivière traverse une forêt sèche et une savane ouverte. Les espèces d'oiseaux recensées y sont au nombre de 262 et au moins 57 espèces de mammifères y vivent. Il existe plusieurs espèces d'arbres endémiques ainsi qu'une variété d'autres animaux et plantes. De nombreuses espèces d'oiseaux et d'animaux de la réserve sont inhabituelles en Afrique de l'Est, étant typiques de la forêt pluviale des basses terres d'Afrique centrale. L'apalis à ailes blanches est extrêmement rare. La cigogne africaine à bec ouvert, l'aigle martial, le faucon chauve-souris, le faucon pygmée africain, la chouette barrée africaine, le bavard écailleux, l'étourneau brillant à ventre noir et le pipit doré sont également rares.
Des recherches récentes ont montré que, si elle était restaurée, cette zone pourrait servir de refuge pour la faune avec des niveaux modérés de changement climatique.